# Stockholm Open 1994
Lo Stockholm Open 1994 è stato un torneo di tennis giocato sul sintetico indoor. 
È stata la 26ª edizione dello Stockholm Open, che fa parte della categoria Super 9 nell'ambito dell'ATP Tour 1994.
Il torneo si è giocato nella Stockholm Globe Arena di Stoccolma in Svezia, dal 24 al 30 ottobre 1994.

## Campioni

### Singolare
Boris Becker ha battuto in finale  Goran Ivanišević con il punteggio di 4–6, 6–4, 6–3, 7–6(4)

### Doppio
Todd Woodbridge /  Mark Woodforde hanno battuto in finale  Jan Apell /  Jonas Björkman,6–4, 4–6, 6–3